# Horodniczy
Horodniczy, gorodniczy – stanowisko w Wielkim Księstwie Litewskim, państwie moskiewskim i Imperium Rosyjskim. W dawnej Rusi urzędnik miejski, który nadzorował rozwój miasta, w szczególności nadzorował budowę fortyfikacji.

## Wielkie Księstwo Litewskie
Horodniczy (łac. aedilis) – urząd ziemski Wielkiego Księstwa Litewskiego funkcjonujący od XV w., szesnasty z dwudziestu trzech lub ostatni urząd w hierarchii ziemskiej województw wschodnich Rzeczypospolitej Obojga Narodów. Według statutów litewskich horodniczy był opiekunem i dowódcą niektórych pogranicznych twierdz.
Zajmował się zaopatrywaniem i utrzymywaniem niektórych miast i zamków w Wielkim Księstwie. Do kompetencji horodniczych należało czuwanie nad stanem fortyfikacji zamku, zarządzanie kluczami do twierdzy (stąd często byli określani jako klucznicy), dbałość o bezpieczeństwo przeciwpożarowe oraz dowodzenie powoływaną w razie potrzeby strażą mieszczańską.

## Carstwo Rosyjskie
Horodniczy (ros. городничий, gorodniczy) – przedstawiciel administracji lokalnej, urząd wprowadzony za panowania Iwana IV Groźnego w miejsce ogniszczanina, od którego horodniczy miał większe uprawnienia. Pozycja horodniczego istniała równocześnie ze stanowiskiem urzędnika miejskiego (городовой приказчик, gorodowoj prikaznik), przy czym trudno zrozumieć różnicę między tymi urzędami, ponieważ w państwie moskiewskim nie było dokładnego rozgraniczenia działów i stanowisk.
W XVII wieku, po przybyciu nowego wojewody horodniczy wraz z nim dokonywał inspekcji umocnień i wyposażenia, mierzył i ponownie ważył zapasy artyleryjskie, nadzorował wszystko, co należało do umocnień miejskich, miał uprawnienia policyjne (kontrola bezpieczeństwa przeciwpożarowego, utrzymanie spokoju publicznego, zwalczanie bimbrownictwa i nielegalnego obrotu alkoholem). W miastach było kilku horodniczych; byli oni mianowani przez wojewodów spośród miejscowej bojarów i dzieci bojarskich. Wszystkie powyższe funkcje, z wyjątkiem, jak się wydaje, funkcji policyjnych, pełnili również gorodowi prikaznicy.

## Cesarstwo Rosyjskie
Od 1775 r. horodniczy był mianowany przez Senat na wniosek generał-gubernatora w miastach, w których nie było oberkomendanta, a od 1782 r. był on również mianowany do miast powierzonych oberkomendantom jako ich pomocnik.
W XIX wieku horodniczowie byli zarządcami miast powiatowych (burmistrzami), mianowanymi spośród emerytowanych wojskowych i urzędników państwowych, przede wszystkim spośród rannych oficerów zwolnionych ze służby. Stanowisko odpowiadało VIII klasie tabeli rang. Jeśli mianowany miał wyższą rangę, to ją zachowywał.
Jako szef sił policyjnych w mieście powiatowym horodniczy był odpowiedzialny za wszystkie dziedziny bezpieczeństwa i opieki społecznej. Sądził za drobne wykroczenia i wymierzał kary za bezsporne zobowiązania. Odpowiadał za sprawy rządowe i sprawy departamentu wojskowego. Horodniczy wraz z podległymi mu prystawami i strażnikami powiatowymi realizował liczne i różnorodne zadania sił porządkowych. 25 grudnia 1862 r. ranga horodniczego została zniesiona. 
Horodniczy (Anton Antonowicz Skwoznik-Dmuchanowski) to także miano głównego bohatera komedii Rewizor Nikołaja Gogola.